# Седло вестерн

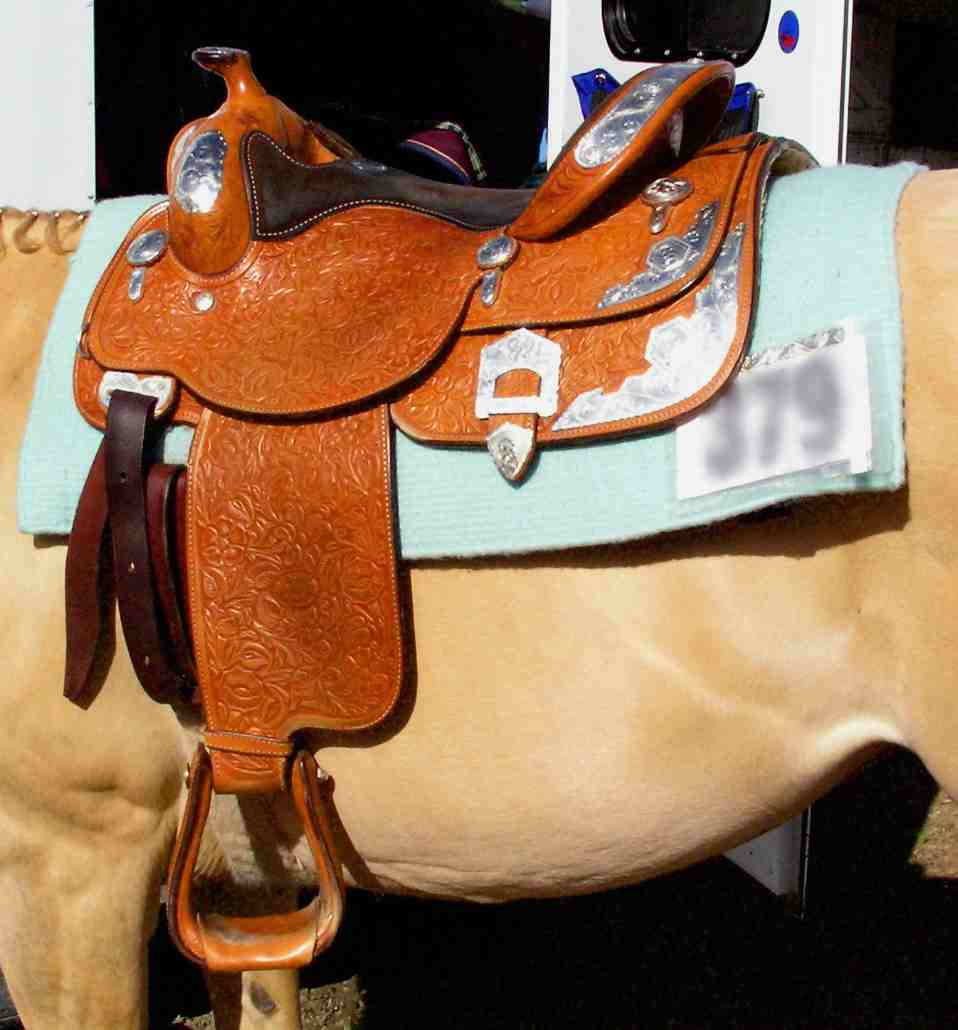

Седла вестерн (называемые также «ковбойскими») являются седлами,  которые используются ковбоями для работы на ранчо в США, спортсменами, выступающими в дисциплинах вестерн-спорта и конниками-любителями, ездящими на природу или работающими в стиле Вестерн. Также эти седла используются в произведениях направления вестерн.
Ковбойские седла произошли от испанских седел, в которых ездили вакеро — самые первые пастухи и тренера лошадей в Мексике и на Юго-Западе Америки, работающие со скотом на пересеченной местности. Со временем седла немного изменялись, и в итоге получилось современное ковбойское седло.
Рожок, которого не было на испанских седлах, оказался очень удобной деталью для рабочего ковбоя и при работе со скотом, и при долгих переходах: на него можно было и крепить лассо, и вешать повод или специальные сумки. Сегодня, несмотря на то, что большинство вестерн-всадников и спортсменов не работают со скотом, рожок на седлах остался. На модификациях предназначенных для пробегов и родео рожков нет.

## Конструкция седла вестерн
Седло вестерн и его составляющие

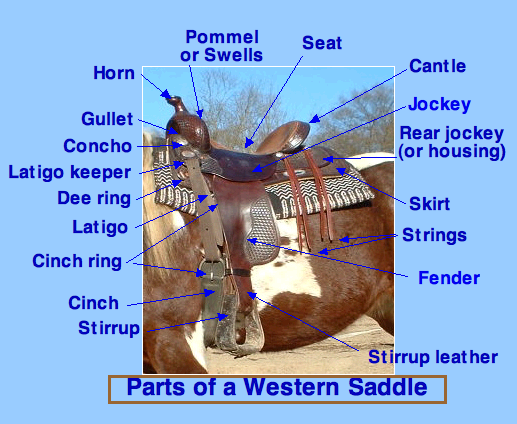
Строение седла вестерн

Конструкция седла позволяет и лошади, и всаднику чувствовать себя комфортно при долгих поездках. Потому что его основное предназначение: рабочий инструмент для ковбоя, который проводил весь день, каждый день верхом. Кроме этого, оно даёт начинающему всаднику более уверенную посадку. Но это не значит, что за рожок нужно держаться, а высокая задняя лука служит опорой — независимые посадка и руки так же важны для вестерн-всадников, как и для классических.

## Отличия вестерн-седла от классического
Ковбойское седло заметно отличается от привычного классического. Помимо бросающихся в глаза отличий, есть и «внутренняя» разница. У него нет дополнительной набивки между ленчиком и юбкой, а нижняя поверхность подбита мехом. Полки ленчика распределяют вес по большей площади, но из-за отсутствия набивки под седло необходимо класть толстый вальтрап (пад). Также вместо привычных путлищ и «тонких» стремян — на вестерн-седле широкие фендеры и широкие удобные стремена. Ковбойское седло кроме всего прочего отличается и декоративной отделкой: тиснение по коже, серебряная отделка — ни одно классическое седло не будет выглядеть так эффектно. Некоторые седла можно с уверенностью назвать произведением искусства. И, пожалуй, только вестерн-седла отличаются таким разнообразием типов, что любой всадник может подобрать седло по своему вкусу. Качественное седло, подобранное под лошадь и всадника прослужит долгие годы и, вероятнее всего, останется и вашим детям — существуют прекрасные седла, возраст которых почти 50 лет, а они находятся в рабочем состоянии.
- Стремена: Хотя стремена ковбойского седла не могут экстренно отстегнуться, но оно достаточно широкое и в случае падения всадника, его нога легко выскользнет из него;
- Подпруги: В отличие от приструг с пряжками на классическом седле, подпруга ковбойского седла (называемая также «cinch»), привязывается с помощью длинного кожаного или нейлонового ремня (latigo), хотя на многих современных седлах латиго делается с отверстиями, так что можно пользоваться или пряжкой, или узлом, как удобнее всаднику;
- Сиденье и Задняя лука: Сиденье более глубокое, а задняя лука более выражена, что даёт всаднику больший комфорт при езде и более уверенную посадку;
- Ленчик: Ленчик ковбойского седла шире и длиннее, распределяет вес всадника на большую площадь, что для лошади более комфортно.

## Типы седел вестерн
Существует много разновидностей ковбойских седел. Есть более-менее универсальные модели, есть специализированные, дающие большую свободу лошади или более крепкую посадку всаднику, что может быть просто необходимым в различных дисциплинах вестерна: каттинге, рейнинге, скачках вокруг бочек, ропинге или вестерн-плежер. Седла различаются по форме передней луки и высоте задней, глубине сиденья и расположению стремян, а также по типу крепления подпруги. 
Наиболее распространённые типы седел вестерн.

## Крепление подпруг

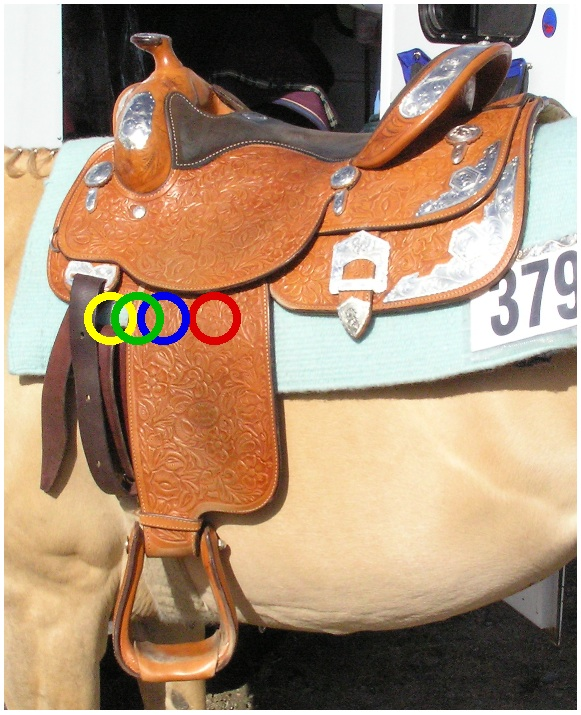
Кольца показывают расположение крепления подпруги на вестерн-седле. Жёлтый — full, Зелёный — 7/8, Синий — 3/4 и Красный — центрированное.

Крепление подпруг бывает одинарным — когда у седла только одна подпруга (cinch) или двойным — когда у седла есть ещё и задняя подпруга (flank cinch). Задняя подпруга призвана ещё больше стабилизировать седло на спине лошади при повышенных нагрузках (например, в роупинге). Крепление может быть кольцом, полукольцом, или пластиной, «в юбке» или к лёнчику.
Типы крепления подпруг.

### Расположение креплений
В то время как крепление задней подпруги всегда расположено под задней лукой седла, крепление передней подпруги может иметь различные позиции, называемые full (полное), 3/4, 7/8 и центрированное (center-fire) или 1/2.
Выбор позиции для крепления подпруг в основном определяется строением лошади. Подпруга должна проходить в самом узком месте груди лошади (она в любом случае туда сдвинется) и в то же время обеспечивать положение полок ленчика на два пальца от лопатки, чтобы не мешать движению плеча.